# Washington Open 2001
Il Washington Open 2001, noto come Legg Mason Tennis Classic per motivi di sponsorizzazione, è stato un torneo di tennis giocato sul cemento. È stata la 33ª edizione del Washington Open e faceva parte della categoria International Series Gold nell'ambito dell'ATP Tour 2001. Si è giocato a Washington negli Stati Uniti, dal 13 al 19 agosto 2001.

## Campioni

### Singolare
Andy Roddick ha battuto in finale  Sjeng Schalken con il punteggio di 6–2, 6–3.

### Doppio
Martin Damm /  David Prinosil hanno battuto in finale  Bob Bryan /  Mike Bryan con il punteggio di 7–6(5), 6–3.